# Сувенир (фильм, 1986)
«Сувенир» (груз. სუვენირი) — советский цветной художественный фильм 1986 года, снятый режиссёром Вячеславом Аблотией на киностудии «Грузия-фильм» по сценарию Даура Зантария (Зантариа).
Премьера фильма состоялась 30 сентября 1986 года. Картину посмотрели 300 тысяч зрителей.

## Сюжет
Старый Гудиса беспокоится за судьбу своего внука Нара, который борется против недобросовестных дел Матуты, друга его матери, чтобы спасти самшитовую рощу от вырубки. Нар использует силу самшитового сока, чтобы победить Матуту и принести ему заслуженное наказание.

## В ролях
- Нурбей Камкиа (дублировал Николай Граббе) — Гудиса
- Беслан Авидзба (дублировала Александра Назарова) — Нар
- Валерий Шакая (дублировал Владимир Гусев) — Матута
- Ирма Куталадзе (дублировала Лариса Данилина) — Саида
- Темур Камкамидзе (дублировал Алексей Панькин) — Кесоу
- Кесоу Хагба (дублировал Алексей Сафонов) — Сакут
- Арда Инал-Ипа (дублировала Нина Зоткина) — Наала
- Сергей Саканиа (дублировал Владимир Ферапонтов) — Пута
- Николай Чиковани (дублировал Артём Карапетян) — Шамилевич
- Чинчор Джениа (дублировал Яков Беленький) — Балта
- Амиран Таниа (дублировал Даниил Нетребин) — Манча
- Диана Гулиа (дублировала Лариса Виккел) — Антица

## Съёмочная группа
- Автор сценария: Даур Зантариа
- Режиссёр-постановщик: Вячеслав Аблотиа
- Оператор-постановщик: Виктор Андриевский
- Художник-постановщик: Виталий Кацба
- Композитор: Александр Басилая
- Звукооператор: Владимир Никонов
- Режиссёр: Нодар Чогошвили
- Оператор: Г. Цховребов
- Художник по костюмам: К. Палавандишвили
- Художники-гримёры: Л. Арчвадзе, Мадонна Чантурия
- Монтажёры: Мераб Тавадзе, М. Арешидзе
- Ассистенты режиссёра: М. Таралашвили, М. Гредзелишвили, А. Канкава
- Ассистенты оператора: Тамаз Гогинашвили, В. Басилашвили
- Художник-фотограф: В. Шапиро
- Редактор: Натия Рачвелишвили
- Административная группа: В. Шатикашвили, Т. Орашвили, Г. Саладзе
- Директор картины: О. Суладзе
- Вокально-инструментальный ансамбль «Иверия», художественный руководитель Александр Басилая
- Ансамбль долгожителей города Гудаута и села Бзыбь

Фильм дублирован на киностудии «Мосфильм»
- Режиссёр дубляжа: Александр Светлов
- Звукооператор: А. Бычкова